# 学年
学年（がくねん）とは、
1. 学校で定められた、1年間を単位とした修学期間をいう。
2. 上記の修学期間あるいは入学年度で区別された、児童・生徒・学生の集団を表す。

いずれの用い方にしても、「学年」という言葉には「階層」のニュアンスが附帯する。
同様な意味合いを表す言葉として、1年生（ねんせい）、2年生……のような言い方がある。北海道の大学では1年目、2年目……という言い方を、関西地方の大学では1回生・2回生……という言い方を、それぞれ慣習的に用いている。しかし、「学年」はそのものを名詞として用いる事も、第1学年、第2学年…のように用いる事も可能であるが、「年生」は助数詞であり、これそのもので名詞として用いる事はない。
以下、「期間として」「集団として」の両側面から学年について記述する。

## 期間としての「学年」
現在の日本において期間を表す意味で「学年」を用いる場合、ニュアンスとしては年度とほぼ同義である。例えば、「新しい学年が始まった」とか「そろそろこの学年が終わる」といった用い方をする。

### 学年の開始月
ヨーロッパやアメリカ、ロシア、トルコ、モンゴル、中国など世界的に見ると9月に始まるとしている国が多い。9月開始方式だと、北半球では秋口に学年が始まり、学年の終わりころに夏休みが来ることになる。夏休み前に学年最後の定期テストも終えてしまっており、夏休みは非常に解放感のあるものになる。英語では秋の新学年の時期は俗にBack to schoolと称されている。
世界的に見ると9月開始が圧倒的な多数派であるので、9月開始の大学・高校に通う学生は、留学しようとする時に年度の切り替え時期が一致するおかげで、学年が切り替わる時期に留学を開始すれば、ずれた月数待機状態になってしまい余計な年月を費やすようなことはせずに、効率良く学業を進めてゆくことができる。そのおかげで欧米や中国の学生は人生計画に比較的容易に留学を組み込むことができる。大学世界ランキングのTOP10やTOP100に入る大学は、ほとんどがヨーロッパやアメリカの大学であるので、学年が9月に始まる国の学生はそうした大学に留学しやすく、人生のステップアップをスムースに行うことができるようになっている。
日本の場合
日本においては、大学や高等学校など高等教育機関においては、明治時代から長くに亘って9月学年始期制が採用されていた。日本で4月学年始期制が採用されるようになったのは相当後年である（例えば東京帝国大学では1921年（大正10年）に4月学年始期制が採用された）。1886年（明治19年）に高等師範学校において4月学年始期制が採用され、1892年（明治25年）に小学校でも4月学年始期制が採用された。これは日本の国の会計年度が4月から始まることなどの影響が強い。小学校においては、明治時代初めは6ヶ月単位の等級制であったが、さまざまな理由から学年制に変更されていった。
現在の日本の学校は（日本人向けには）4月学年始期制をほぼ採用している。なお、学校教育法施行規則（昭和22年文部省令第11号）によって、小学校、中学校、高等学校、中等教育学校、高等専門学校、特別支援学校及び幼稚園の学年は、4月1日に始まり、翌年3月31日に終ることが定められている。他方、大学や専修学校などは個々の学校の裁量に委ねられている。
ただし世界からの学生を多く受け入れる学校では、高校などでも秋入学の高校生を受け入れている学校がある。
日本の大学で一部の大学は秋に入学する制度のメリットを意識しており、たとえば東京大学は世界から優秀な学生を獲得するべく10月入学の制度、10月に学年を開始する枠を（4月入学の枠と並行的に）設置するようになった。東京大学総長の濱田純一が指摘した秋入学制度のメリットは次の3点である。
- 1.国際水準の（世界の多くの大学と整合性の高い）学事暦[2]
- 2.国際水準の（世界の有力大学と競争できる）教育内容・方法[2]
- 3.国際水準の（世界の変化に柔軟に対応できる）社会環境[2]

（この文章の表面の意味だけを読んでいるようでは、この文章が本当に言いたいことを理解しておらず、東京大学総長が4月入学制度についてどう判断しているかについては上に書かれた文章の「裏を返せば」分かるが、（大学にとって）4月入学制度というのは、(1) 世界の多くの大学と整合性を欠いている。(2) 世界の有力大学とまともに競争できないような残念な結果を生む。　(3)世界の変化に柔軟に対応できない硬直的なものだ、ということなのである。）

## 集団としての「学年」
集団を指して「学年」を用いた場合、そのニュアンスは大変幅が広い。直接的には、同じ入学年度の児童・生徒・学生の集団を指す。例えば、「1学年の生徒」とか、「この学年は男子の方が人数が多い」というような用い方をする。くだけた言い方で言い換えるならば、「同期」という意味合いである。さらに、その集団に関わりがある物/者を指して、「1学年で学習する内容」、「2学年の保護者」、「3学年の教員」などということもある。

### 年齢階層を表す「学年」
多くの人が学齢によって義務教育を受ける日本では、ある年の4月2日～翌年の4月1日までに生まれた人すべてを指して「学年」を用いることもある。
日本においては、実は、法制度上はその学年に所属できる最低年齢の定めはあるが、最高年齢の定めはない。しかし、実際上は、特に小中学校、また多くの高校で、学年内の年齢の多様性は失われており、最低年齢者が多くなっている。これについては「年齢主義と課程主義」の項目で詳述している。
年齢主義の強い学校制度では、同学年内の在学者の年齢は統一化される。
日本では、特に義務教育段階にあっては飛び級や原級留置（落第）の例がほとんど見られないため、「学年」という言葉が年齢とほぼ同義、あるいはより重要な意味を担う言葉として、「"共通体験"を持つグループ」という意味を持ち、時には同年齢よりも同学年（同級生）の方がより親近感、連帯感が生まれやすい。そうした面では、1月1日から4月1日までに誕生日のある者（早生まれ）は、前年生まれと同学年に組み入れられるため、同じ年生まれの中では学年が1年早くなる。こうした場合、同年齢よりも「同学年」の方を優先することが多い。このような用い方での「学年」は、義務教育段階のみならず、就学前の幼児や、義務教育期後の者に対しても用いられるわけである。